# Pequeno azul da Gasconha
O pequeno azul da Gasconha[Nota] (em francês:  Petit bleu de Gascogne) é um cão caçador cujo tamanho reduzido foi obtido através dos cruzmantos entre o grande azul da Gasconha e um outro de tamanho menor. O resultado foi um animal que pode medir a metade de seu antecessor, com a mesma desenvoltura. Mais raro que o grande azul, é visto apenas na região francesa da Gasgonha, embora seja criado ainda em alguns locais da América do Norte, Reino Unido e Alemanha. De adestramento considerado fácil, é um cão com excelente faro, principalmente para coelhos. Fisicamente, pode atingir os 22 kg e os 60 cm. Entre seus principais atributos estão os pulmões grandes e as coxas musculosas.